# Irismusseron
Irismusseron (Lepista irina) är en svampart som först beskrevs av Elias Fries, och fick sitt nu gällande namn av Howard Elson Bigelow 1959. Irismusseron ingår i släktet Lepista och familjen Tricholomataceae.  Arten är reproducerande i Sverige. Inga underarter finns listade i Catalogue of Life.

## Källor

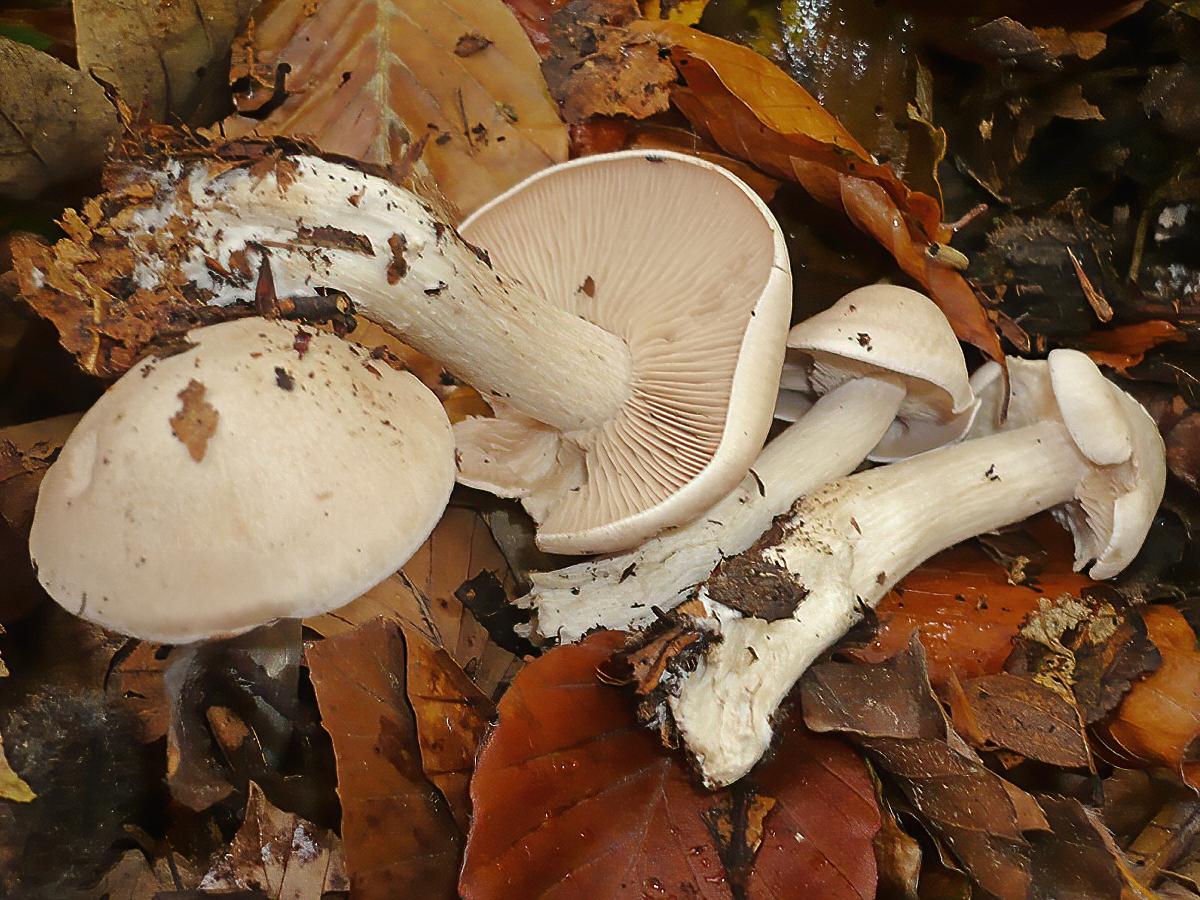
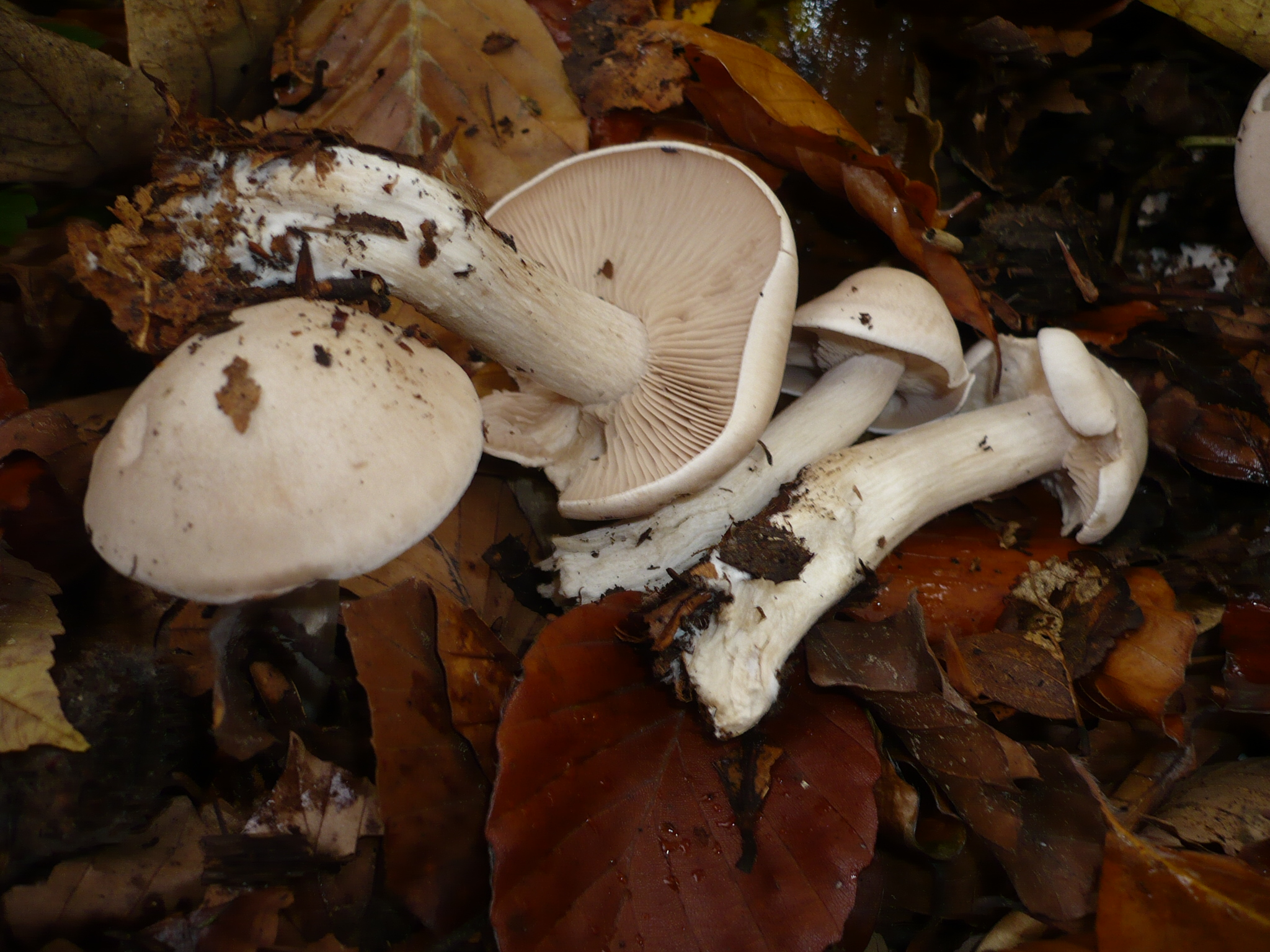
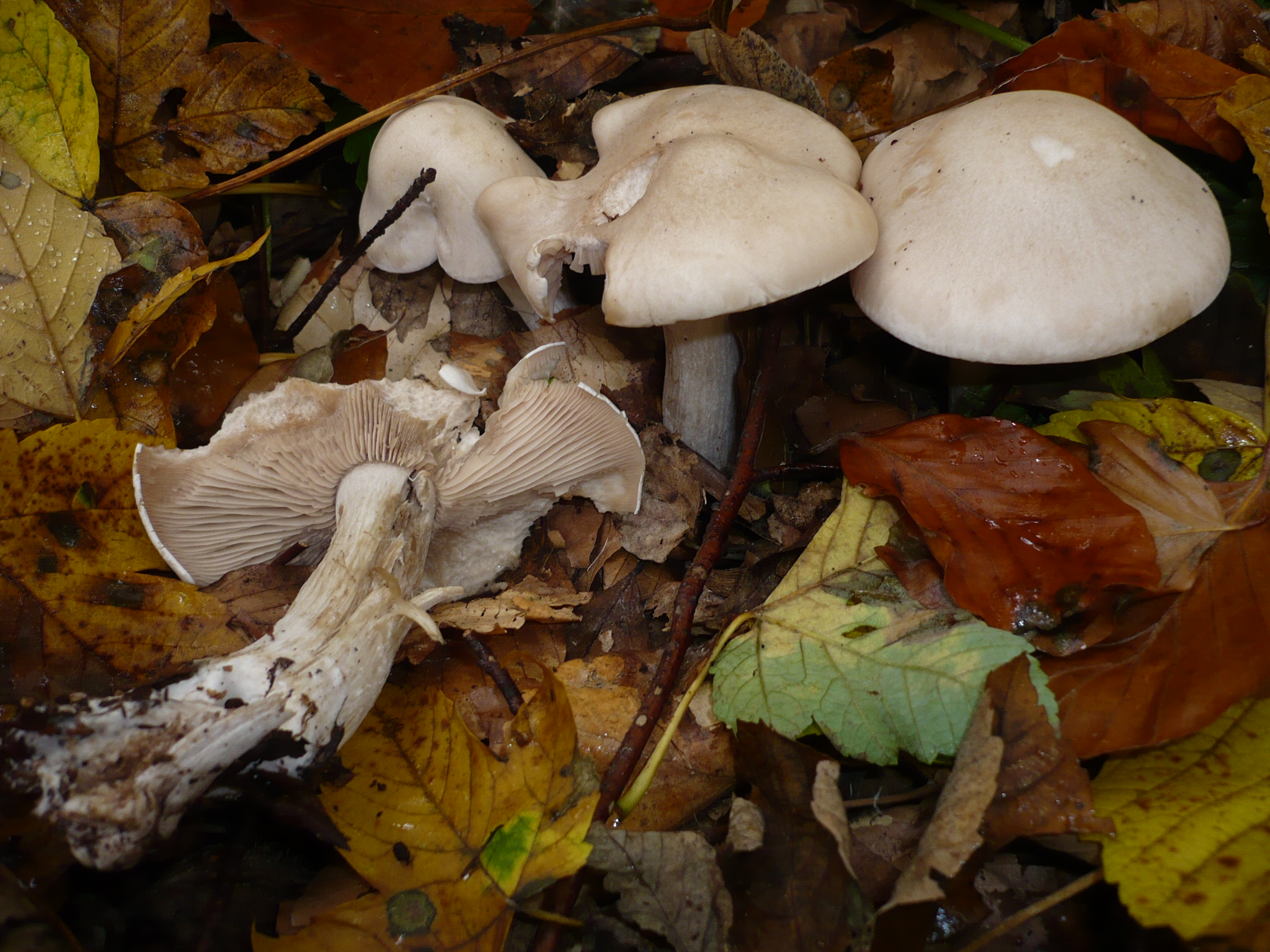
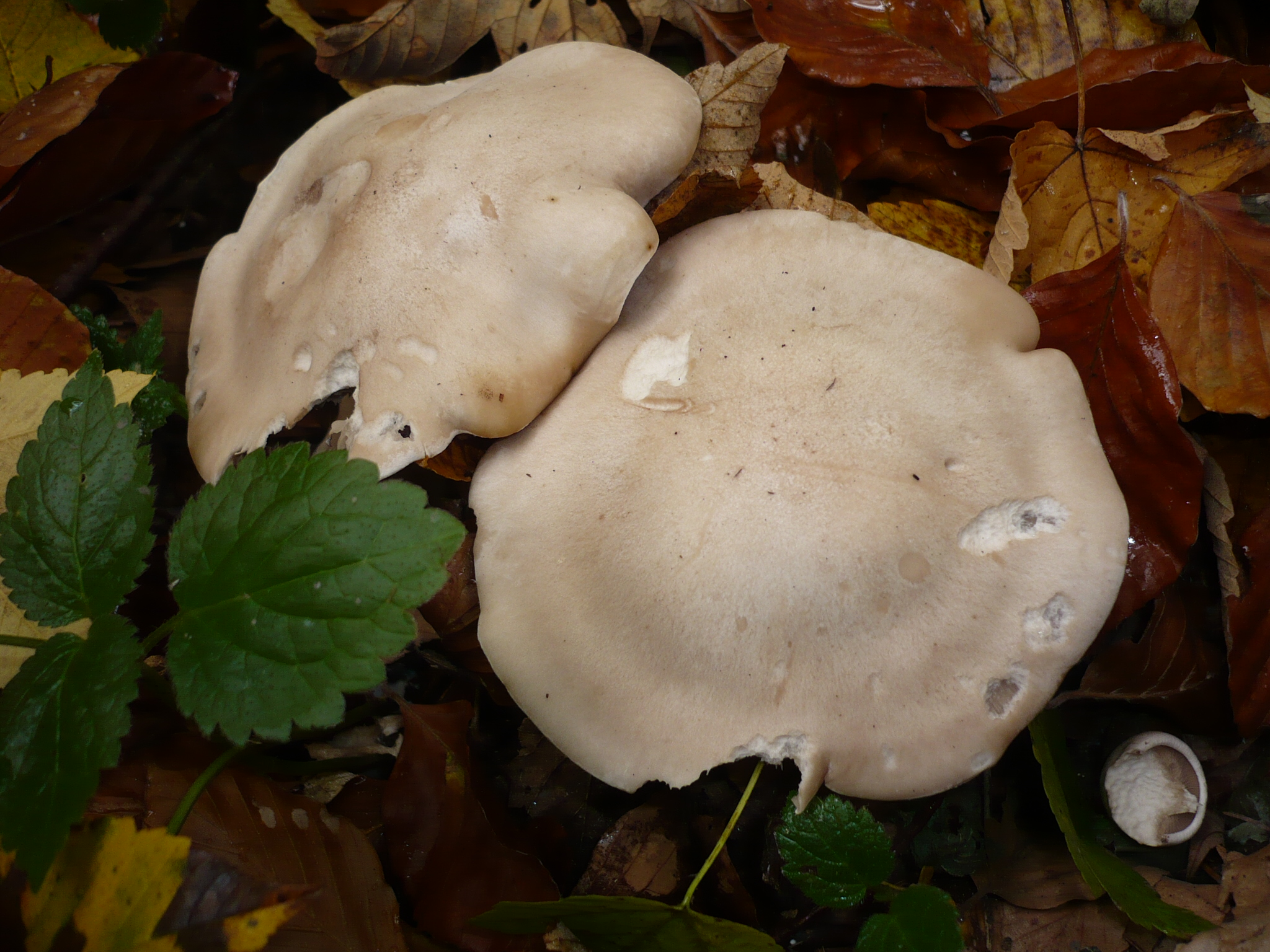
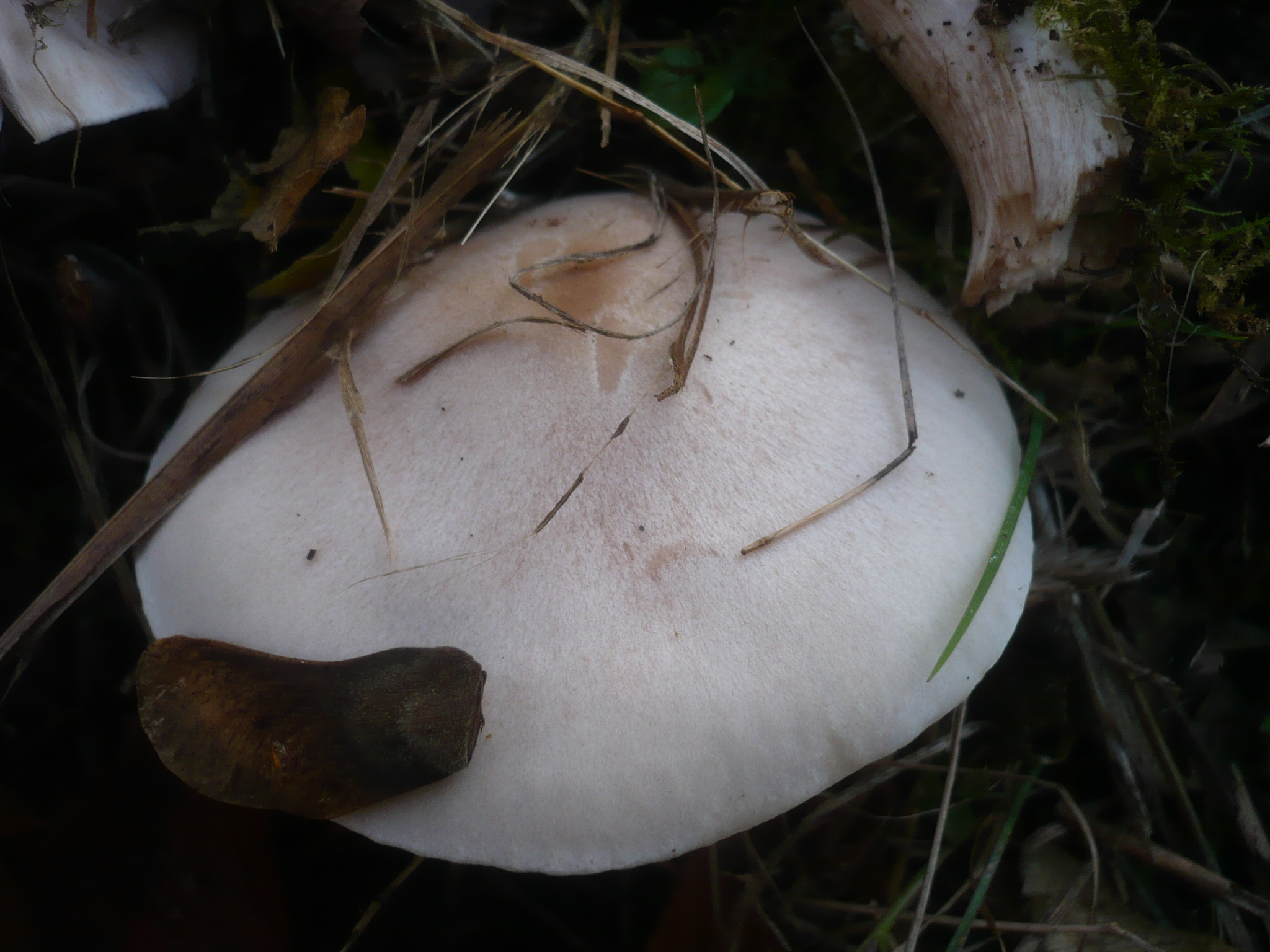
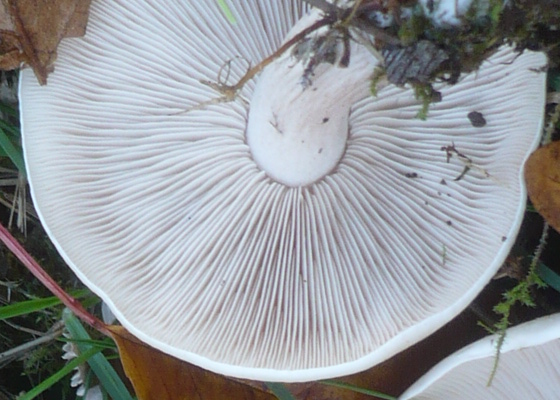
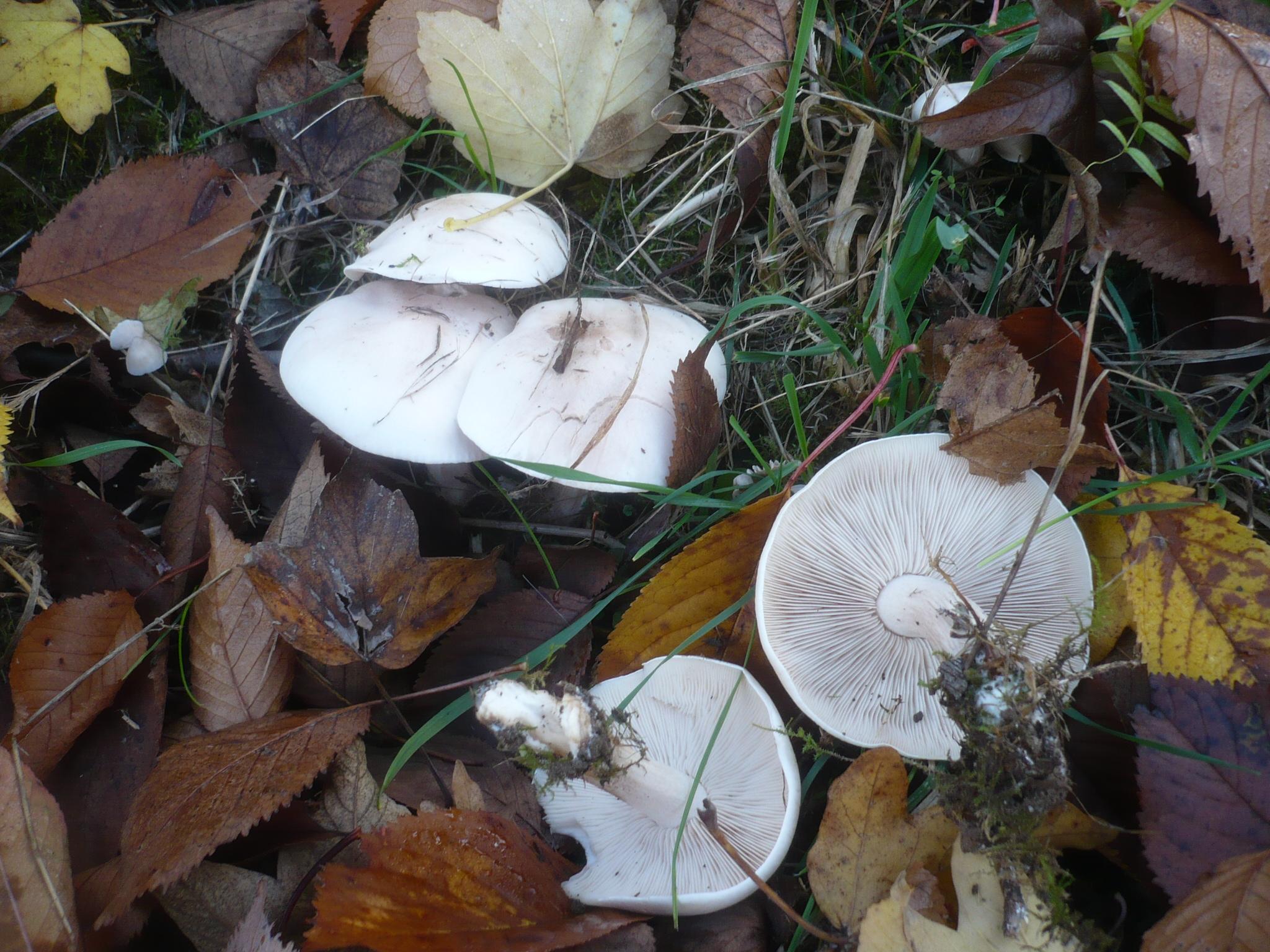
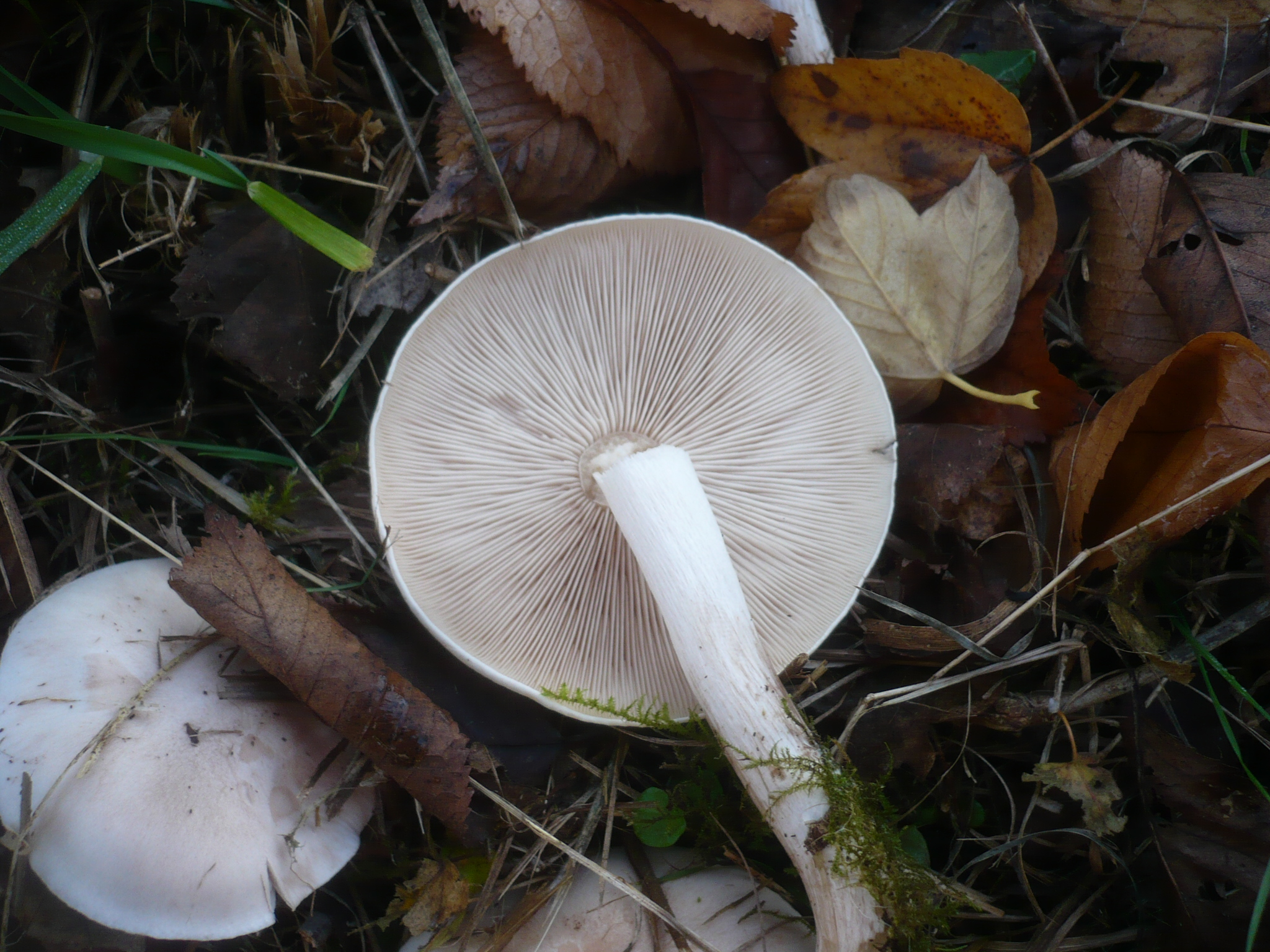